# Wychavon
Wychavon è un distretto del Worcestershire, Inghilterra, Regno Unito, con sede a Pershore.
Il distretto fu creato con il Local Government Act 1972, il 1º aprile 1974 dalla fusione dei borough di Droitwich ed Evesham col distretto rurale di Evesham, parte del distretto rurale di Droitwich e parte del distretto rurale di Pershore.

## Parrocchie civili
- Abberton
- Abbots Morton
- Aldington
- Ashton under Hill
- Aston Somerville
- Badsey
- Beckford
- Besford
- Bickmarsh
- Birlingham
- Bishampton
- Bredicot
- Bredon
- Bredon's Norton
- Bretforton
- Bricklehampton
- Broadway
- Broughton Hackett
- Charlton
- Childswickham
- Churchill
- Church Lench
- Cleeve Prior
- Conderton
- Cookhill
- Cropthorne
- Crowle
- Defford
- Dodderhill
- Dormston
- Doverdale
- Drakes Broughton and Wadborough
- Droitwich Spa
- Eckington
- Elmbridge
- Elmley Castle
- Elmley Lovett
- Evesham
- Fladbury
- Flyford Flavell
- Grafton Flyford
- Great Comberton
- Hadzor
- Hampton Lovett
- Hanbury
- Hartlebury
- Harvington
- Hill and Moor
- Himbleton
- Hindlip
- Hinton on the Green
- Honeybourne
- Huddington
- Inkberrow
- Kemerton
- Kington
- Little Comberton
- Martin Hussingtree
- Naunton Beauchamp
- Netherton
- North and Middle Littleton
- North Claines
- North Piddle
- Norton and Lenchwick
- Norton Juxta Kempsey
- Oddingley
- Offenham
- Ombersley
- Overbury
- Pebworth
- Peopleton
- Pershore
- Pinvin
- Pirton
- Rous Lench
- Salwarpe
- Sedgeberrow
- South Littleton
- Spetchley
- Stock and Bradley
- Stoulton
- Strensham
- Throckmorton
- Tibberton
- Upton Snodsbury
- Upton Warren
- Westwood
- White Ladies Aston
- Whittington
- Wick
- Wickhamford
- Wyre Piddle